# Ciclohexanona
La ciclohexanona es una molécula cíclica compuesta de seis átomos de carbono y con un grupo funcional cetona. Pertenece por tanto al grupo de las cetonas cíclicas. Es un líquido incoloro, cuyo olor recuerda al de la acetona. La ciclohexabona es soluble en agua y miscible con los solventes orgánicos más comunes.

## Producción
La síntesis industrial de la ciclohexanona tiene lugar principalmente a través de dos procesos:
- Oxidación catalítica de ciclohexano con oxígeno atmosférico, que transcurre a través de un hidroperoxiciclohexano (o hidroperóxido de ciclohexilo) inestable, el cual vía un mecanismo radicalario da lugar a una mezcla de ciclohexanona y ciclohexanol, abreviados como ona y ol. La mezcla a continuación se separa por destilación, y el ciclohexanol aislado puede seguidamente oxidarse o deshidrogenarse a más ciclohexanona.

- Hidrogenación catalítica de fenol, con un catalizador de Pd/C.

## Reacciones
La ciclohexanona muestra la reactividad típica de una cetona, por ejemplo:
- Forma la imina con amoníaco o aminas primarias.
- Forma la enamina con aminas secundarias.
- Posiciones ácidas en α al grupo carbonilo. Tautomería ceto-enol.
- Reacción aldólica bajo catálisis ácida o básica.
- Reacción con reactivos de Grignard.
- Reacción de Wittig para formar un alqueno.
- Con borohidruro de sodio se reduce con facilidad a ciclohexanol.

## Aplicaciones
La ciclohexanona se emplea como disolvente en la industria, y como reactivo en la producción de ácido adípico y de caprolactama, compuestos empleados en la fabricación de nylon-6,6 y nylon-6 respectivamente. También es usado en la fabricación de PVC y como pegamento para unir partes o trozos de PVC y nylon-6,6.

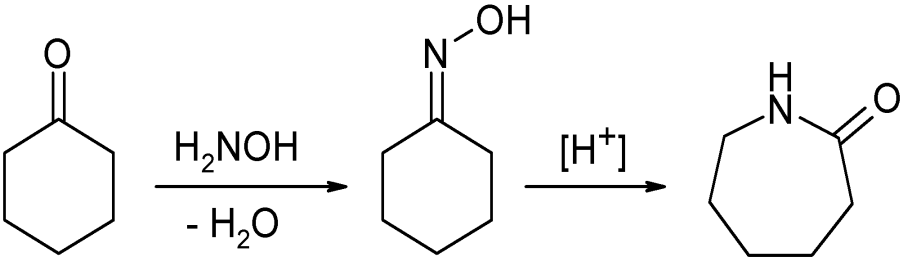
Caprolactama a partir de ciclohexanona vía la oxima y transposición de Beckmann.